# سیارک ۶۱۰۰
سیارک ۶۱۰۰ (به انگلیسی: 6100 Kunitomoikkansai، نامگذاری:1991VK4) شش هزار و صدمین سیارک کشف شده‌است که در ۹ نوامبر ۱۹۹۱ کشف شد.
قدر مطلق سیارک برابر ۱۲٫۹۰ است.